# 二名村 (愛媛県北宇和郡)
二名村（ふたなむら）は、1954年（昭和29年）まで愛媛県北宇和郡にあった村。現在の宇和島市の北東部に位置する農村。
昭和の大合併で1954年に（昭和29年）に近隣の2村と合併し三間町となり、地方自治体としての歴史は閉じた。さらに2005年（平成17年）に平成の大合併で宇和島市となり）、現在に至っている。
地名としての「二名」は二名小学校などに継承されている。

## 地理
現在の宇和島市の北東部。旧三間町では東端。三間盆地のほぼ中央に位置する。北はウネンボ山などの歯長山系の山々が野村町と隔てている。東の愛治村とは加町坂で接する。西の三間村や、南の好藤村とはほぼ平地でつながっている。とはいえ、村域の大半は山林に覆われている。
村の南部を三間川が東西に貫流している。歯長山系から流れ出る金銅川、川内川（川之内川）などが村内で三間川に注ぎ込む。告森川は音地、黒川地区を南北に貫流した後、隣の好藤村に流れ込み三間川に合流する。三間川はこれにの支流を集めつつ、広見川と、さらには四万十川と合流し、太平洋へと注ぎ込む。

### 村名の由来
明治の町村制実施時に新たな村名を決める必要があり、当地には岡本城と呼ばれる河野氏の城跡があったので「岡本」が案に上ったが、河野氏の所領外の地域から不平の声が出、戸長・総代らが協議して「和土」（「土」は構成する11か村の「十一」を縦に合わせたもの）が代替案になったものの、違和感があるとして、二つの名が候補に上がったことから「二名」村と称することにした。

### 地名の由来
三間中間（みまなかいだ）
元は「中間村」と呼ばれていた宇和島藩領に同名の「中間村」があり）区別するため1865年（明治18年）に三間中間村と改称。

## 地域
明治の合併前の村である11箇村がそのまま大字となり、三間町となってからも続いた。
中野中（なかのなか）、波岡（なみおか）、田川（たがわ）、金銅（かなどう）、土居垣内（どいかきうち）、古藤田（ことうだ）、大内（おおうち）、兼近（かねちか）、三間中間（みまなかいだ）、黒川（くろかわ）、音地（おんじ）
このうち、音地、黒川、三間中間の3つの集落は告森川中流域の谷あいの地域であり、他とは山を一つ隔てており、距離的に離れている。これら3つの集落（明治時代以前の村）に隣の成藤村（明治期に周辺村と合併し好藤村となる）と合わせて4つの地域は「告森村」（こつもり-）と呼ばれており、明暦年間に4つに分かれたものとされている。

## 行政
役場
大字大内に置かれていた。
歴代村長

## 学校
小学校  現存（分校が1校あったが、三間町の時期に統合した）
二名小学校　https://futana-e.esnet.ed.jp/　　
二名小学校告森分教場-1967年（昭和42年）本校に統合
中学校　　旧村内には現存しない
二名中学校 - 1967年（昭和42年）鬼北中学校（旧三間中学校）と統合して三間中学校 https://ehm-mima-j.esnet.ed.jp/ となる

## 歴史
中世
- 西園寺氏の臣下の支配下にあった。城跡が各地に点在する。

藩政期
- はじめ宇和島藩領。
- 吉田藩成立後、同藩に属し、幕末まで続いた。

明治期
- 1870年（明治3年） - 三間騒動勃発。幕末から明治の動乱期に宇和島藩・吉田藩領で多発した農民騒動の一つ。

三間村成立後
- 1889年（明治22年） 12月15日 - 町村制・市制施行時に11箇村の合併により二名村となる。
- 1914年（大正3年）10月18日 - 宇和島鉄道の大内駅[注釈 6]、二名駅開業。

- 1931年（昭和6年） - 大内に二名郵便取扱所設置。
- 1954年（昭和29年） 10月10日 - 二名村・成妙村・三間村3村の合併で三間町となり、自治体としての歴史を閉じた。

```
二名村の系譜
（町村制実施以前の村）　（明治期）　　　　（昭和の合併）　（平成の合併）
　　　　　　　　　　　　町村制施行時
中野中━━━━┓
波岡　━━━━┫
田川　━━━━┫
金銅　━━━━┫
土居垣内━━━╋━━━二名村━━┓
古藤田　━━━┫　　　　　　　　┃
大内　━━━━┫　　　　　　　　┃
兼近　━━━━┫　　　　　　　　┃
三間中間━━━┫　　　　　　　　┃
黒川　━━━━┫　　　　　　　　┃
音地　━━━━┛　　　　　　　　┃
　　　　　　　　　　　三間村━━┫昭和29年10月10日
　　　　　　　　　　　　　　　　┃合併
　　　　　　　　　　　　　　　　┣━三間町━┳━┓平成17年8月1日
　　　　　　　　　　　　　　　　┃　　　　　┃　┃合併（新設合併）
　　　　　　　　　　　成妙村━━┛　　　　　┃　┃
　　　　　　　　　　　　　　　　　　　　　　┃　┣━宇和島市
　　　　　　　　　　　　　　　　　　　　　あ┃　┃
　　　　　　　　　　　　　　　　　　　境界変更　┃
　　　　　　　　　　　　　　　　　　　大字是延　┃
　　　　　　　　　　　　　　　　　　　　　　　　┃
　　　　　　　　　　　　　　　　宇和島市━━━━┫
　　　　　　　　　　　　　　　　吉田町━━━━━┫
　　　　　　　　　　　　　　　　津島町━━━━━┛

あ - 昭和33年8月1日広見町大字是延を三間町へ境界変更

（注記）三間村等の成立以前及び宇和島市等の平成の合併以前の系譜については、それぞれの市町村の記事を参照のこと。

```

## 産業
農業
米、麦、タケノコ、栗などを産する。養蚕も営まれる。

## 交通
三間川にほぼ並行して宇和島線（今日の予土線）が走っており、次の2駅がある。
- 宇和島線:二名駅 - 大内駅

## 名所
- 妙光寺　文殊菩薩
- 中世の城跡　- 高森城跡（衣笠城跡）、阿古目城跡、井関城跡 など
- 七人の聖の墓
- 穴ヶ滝

## 民俗
- 音地八十八ヶ所（音地地四国） -地四国の一つ、音地口バス停留所付近に音地地四国登山口の標柱がある
- 音地節